# UEFA女子ネーションズリーグ
UEFA女子ネーションズリーグ（英: UEFA Women's Nations League）は、欧州サッカー連盟（UEFA）の主催で西暦奇数年の9月から翌年の3月にかけて行われる、ナショナルチームによる女子サッカーの国際大会である。第1回大会は2023年から2024年にかけて開催される。
大会には3つのリーグがあり、それらの間で昇格と降格が行われるほか、チャンピオンを決定する決勝トーナメント（ファイナルズ）も行われる。また、シーズンによって、UEFA欧州女子選手権、FIFA女子ワールドカップ、オリンピック女子サッカー競技の欧州予選プロセスの一部としても扱われる。

## 概要
2022年11月2日、UEFA執行委員会は新たな女子代表チームの競技システムを承認し、翌11月3日に公表された。この中には2023年に始まる女子ネーションズリーグ大会の発表も含まれていた。女子ネーションズリーグは2部構成の女子代表チーム競技サイクルの第1フェーズとして機能し、もう1つのフェーズはUEFA女子チャンピオンシップまたはFIFA女子ワールドカップの欧州予選となる。

## 開催方式

### 初回大会
UEFA女子ネーションズリーグ2023-24では、以下の大会フォーマットが採用された。
- UEFA加盟の55協会のうち女子チームが存在しない3協会及び資格停止中のロシアを除く51協会をUEFAランキングの順位に基づき、上からリーグA・リーグBを全て16チームとし、リーグCのみ19チームに分ける。
- 各リーグ内をさらに4チームか3チームずつ4つのグループに分け、グループ内でホーム・アンド・アウェー2回戦総当たりのリーグ戦を行う。
- 各グループの1位チームが上位リーグへ昇格し、グループ内3位は降格プレーオフ、最下位チームが下位リーグへ降格する。
- 最高位のリーグAではグループ1位の4チームによりシングルイリミネーショントーナメントによる決勝ラウンド（ファイナルズ）を行う。

### 女子EURO予選・W杯予選との関連
ネーションズリーグの結果は、直後に行われる UEFA女子EUROの予選並びに予選プレーオフに大きな影響を与える。
また、FIFA女子ワールドカップのヨーロッパ予選においても同様。

## 結果
| 回 | 年度    | 決勝ラウンド開催国 |      | 決勝戦   | 決勝戦 | 決勝戦   |      | 3位決定戦 | 3位決定戦 | 3位決定戦 |
| 回 | 年度    | 決勝ラウンド開催国 | 優勝 | 結果     | 準優勝 | 3位      | 結果 | 4位       |           |           |
| -- | ------- | ------------------ | ---- | -------- | ------ | -------- | ---- | --------- | --------- | --------- |
| 1  | 2023-24 | スペイン           |      | スペイン | 2 - 0  | フランス |      | ドイツ    | 2 - 0     | オランダ  |

## 統計

### 代表別通算成績
| 順 | 国・地域名 | 優 | 準 | 三 | 四 | 計 |
| -- | ---------- | -- | -- | -- | -- | -- |
| 1  | スペイン   | 1  | 0  | 0  | 0  | 1  |
| 2  | フランス   | 0  | 1  | 0  | 0  | 1  |
| 3  | ドイツ     | 0  | 0  | 1  | 0  | 1  |
| 4  | オランダ   | 0  | 0  | 0  | 1  | 1  |

- データは2023-24年大会終了時点
- 太字は優勝経験のある国・地域で、太数字は最多記録
- 国・地域名は現在の名称で統一した